# Luís Leal
Luís Leal dos Anjos (* 29. Mai 1987 in Arrentela), auch in der Schreibweise Luís Leal oder kurz Leal, ist ein são-toméischer Fußballspieler auf der Position eines  Stürmers. Er ist aktuell bei Club Almagro in Argentinien und in der Fußballnationalmannschaft von São Tomé und Príncipe aktiv.

## Karriere

### Verein
Leal begann seine Profikarriere im portugiesischen Verein Cova da Piedade, für den er bis 2008 spielte. Es folgten kurze Stationen bei Atlético CP und Moreirense FC. Hier etablierte er sich als Torjäger und war bei beiden Vereinen Stammspieler. 2010 wechselte er zu Estoril Praia in die Primeira Liga und stellte auch hier seine Torjägerqualitäten unter Beweis. Mit einer kurzen Station bei União Leiria, blieb er bei Estoril bis zum Jahr 2013 aktiv. Leal verließ Portugal im Jahr 2013 in Richtung Saudi-Arabien und schloss sich Al-Ahli in der Hafenstadt Dschidda an. Es folgten Stationen bei Al-Ittihad in den Vereinigten Arabischen Emiraten, Gaziantepspor in der Türkei, APOEL Nikosia auf Zypern und bei Belenenses Lissabon in Portugal. Auf Zypern gewann er 2016 seine bis heute einzige Meisterschaft. 2016 verließ er Portugal in Richtung Südamerika und setzte seine Karriere bei Cerro Porteño in Paraguay fort. Es folgten kurze Stationen bei Al-Fateh in Saudi-Arabien und bei Chiapas FC in Mexiko. Im August 2017 wechselte Leal erneut nach Südamerika, zum argentinischen Traditionsclub den Newell’s Old Boys in Rosario, wo er bis 2020 aktiv blieb. Nach drei Jahren in Argentinien, wechselte er 2020 zum mexikanischen Verein Club Tijuana in die Primera División de México. Im Januar 2021 kehrte er nach Südamerika zurück und schloss sich Sol de América in Paraguay an. Nach einer kurzen Station im Kader des bolivianischen Erstligisten CD Guabirá, wechselte er nach Argentinien zu Arsenal Sarandí in die Erstklassige Primera División. Nach einer kurzen Station im Kader des italienischen Vereins Rotonda Calcio, wechselte er Anfang 2024 erneut nach Argentinien und schloss sich dort den Zweitligisten Club Almagro an.

### Nationalmannschaft
Sein Debüt für die Fußballnationalmannschaft von São Tomé und Príncipe gab Leal am 16. Juni 2012 im Freundschaftsspiel gegen Sierra Leone. Er nahm an mehreren Qualifikationsspielen für den Afrika-Cup teil, konnte bisher jedoch keine nennenswerten Erfolge erzielen. Leal bestritt bislang 24 A-Länderspiele und ist mit 10 Toren der Rekordtorschütze der Auswahl von São Tomé und Príncipe. Seinen bisher letzten Einsatz im Trikot der Nationalelf absolvierte er am 10. September 2023 gegen die Mannschaft aus Nigeria.

### Erfolge
Zypriotischer Meister: 2016